# 土佐行広
土佐 行広（とさ ゆきひろ、生没年不詳）は、室町時代の土佐派の画家である。法名は経光。

## 経歴・人物
初めは将監に任じられたが、後に大和絵の制作にあたった。なお、行広は後の土佐光信や土佐光起らが属した土佐派の創始者とされているが不明である。その後の経歴についてはほとんど不明だが、一部資料では1406年（応永13年）から1451年（宝徳3年）の存命が確認されている。
1429年（永享元年）に出家した後は、宮廷や室町幕府での絵巻物の制作に携わったとされている。また、肖像画や水墨画の制作にも携わった。行広の作風は、明るい彩色し柔和な状態を表現した人物を描いた控えめなものであり、一部の作品は今日も残されている。後に従五位上、土佐守に叙せられた。子に土佐広周、土佐行秀等がいる。

## 主な作品

### 絵巻物
- 『融通念仏縁起絵巻』- 1417年（応永24年）ころ成立[2]。
- 『福富草子絵巻』[3]
- 『十二類合戦絵巻』[3]

### 肖像画
- 『足利義持像』- 1428年（正長元年）制作[4]。
- 『足利義満像』- 1408年（応永15年）制作。
- 『山科教言室像』- 1406年（応永13年）制作。
- 『満済准后像』- 1434年（永享6年）制作[4]。

※肖像画は全て推定である。